# Atsuko Tōyama
Atsuko Tōyama (遠山 敦子, Tōyama Atsuko) est une diplomate et femme politique japonaise née le 10 décembre 1938 à Kuwana. Tout d'abord ambassadrice du Japon en Turquie de 1996 à 1999, elle est ensuite ministre de l'Éducation, de la Culture, des Sports, des Sciences et de la Technologie dans le gouvernement Koizumi I, de 2001 à 2003.

## Jeunesse et études
Tōyama naît le 10 décembre 1938 à Kuwana, dans la préfecture de Mie. Elle obtient son diplôme d'études secondaires en 1956 au lycée de Shizuoka, et a été l'une des premières femmes japonaises à achever ce parcours scolaire. Elle obtient son diplôme en droit de l'Université de Tokyo en 1960,.

## Carrière politique

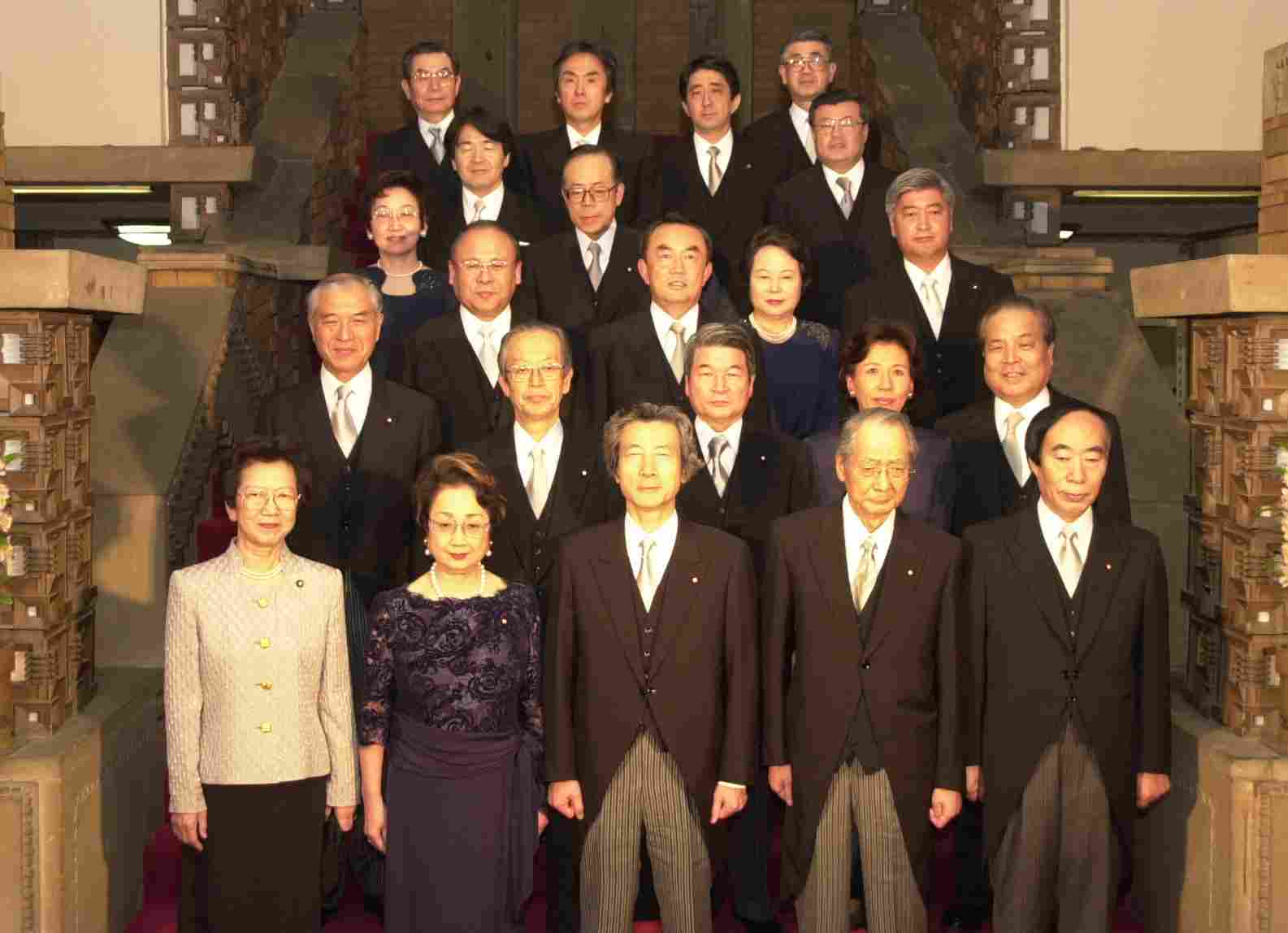
Le gouvernement Koizumi I, dans lequel Tōyama (au troisième rang) est nommée ministre de l'Éducation, de la Culture, des Sports, des Sciences et de la Technologie en 2001.

Après l'obtention de son diplôme, Tōyama entre au ministère de l'Éducation, de la Culture, des Sports, des Sciences et de la Technologie, où elle prend la direction de plusieurs départements du ministère, comme celui des subventions à l'éducation en 1991, ou celui de l'enseignement supérieur en 1992. En 1994, elle est nommée directrice générale de l'Agence des affaires culturelles en 1988, ainsi que conseillère spéciale auprès du ministre,.
Tōyama est par la suite nommée ambassadrice du Japon en Turquie en 1996, devenant ainsi la première ambassadrice ayant une formation dans le domaine de l'éducation et de l'administration publique. Après sa carrière de diplomate, elle exerce la fonction de directrice du musée national de l'Art occidental de Tokyo, faisant d'elle la première femme à diriger un musée national au Japon.
Elle est nommée en 2001 ministre de l'Éducation, de la Culture, des Sports, des Sciences et de la Technologie au sein du gouvernement Koizumi I, devenant la première femme à occuper ce poste. Durant son ministériat, elle signe plusieurs motions aux Nations Unies visant à protéger les enfants, notamment contre le trafic infantile et la pédopornographie,.

## Carrière post-ministérielle
Après sa carrière ministérielle, Tōyama prend en 2005 la direction du nouveau théâtre national de Tokyo, poste qu'elle tient pour deux mandats jusqu'en mars 2011. Sa gestion du théâtre suscite des critiques, certains lui reprochant son attitude et sa tendance à se mêler du moindre processus créatif et à semer la confusion sur la scène. D'autres la félicitent pour sa longévité à ce poste, ainsi que pour son lien privilégié avec le ministère de l'Éducation et de la Culture. 
En 2012, Tōyama accède au poste de présidente du Conseil national pour la désignation du mont Fuji comme site du patrimoine mondial. En 2017, elle devient la première femme à diriger le centre académique du patrimoine mondial du Mont Fuji, à Shizuoka, une institution créée pour protéger et entretenir le Mont une fois que ce dernier a atteint le stade de patrimoine mondial,. Néanmoins, cette nomination est accompagnée de la démission de plusieurs étudiants et chercheurs du centre, en raison d'accusations de harcèlement académique.

## Prises de positions
Tōyama, lors de son mandat de ministre de l'Éducation, s'implique fortement dans la mise en place d'une accessibilité égale pour les garçons et les filles. Par son parcours, elle s'attache également à la sauvegarde des universités japonaises, et s'oppose notamment à leur privatisation. Elle tient à ce que le gouvernement continue de les soutenir financièrement.